# Лабрадорская гага
Лабрадо́рская га́га (лат. Camptorhynchus labradorius) — вымершая морская птица семейства утиных, имевшая смешанную чёрно-белую окраску, обитавшая на северо-восточном побережье Северной Америки. Последняя лабрадорская гага, как полагают, была замечена в нью-йоркском районе Элмайра 12 декабря 1878 года. Последняя достоверно известная птица была убита в 1875 году в районе Лонг-Айленда, она была сохранена в виде чучела. Этот вид птиц гнездился на полуострове Лабрадор и островах залива Святого Лаврентия, а зимовал в районах Новой Шотландии и Чесапикского залива.

## Другие имена
Лабрадорская гага была известна под обиходным названием «сорочья утка», которое являлось общим для пестроносого турпана, обыкновенного гоголя и даже для американского кулика. Этот факт привёл к затруднениям в интерпретации старых данных об этих видах. Лабрадорская гага также была известна как «скунсовая утка». Оба названия ссылались на смешанную чёрно-белую окраску самцов данного вида. Ещё одним названием лабрадорской гаги было «утка песчаных отмелей». Оно ссылалось на её привычку питаться на мелководье. Самыми близкими эволюционными родственниками лабрадорской гаги были, очевидно, представители рода гаг.

## Питание
Лабрадорская гага питалась мелкими моллюсками, а её клюв сильно отличался от большинства уток. Клюв имел широкий, сглаженный конец с многочисленными чешуйками внутри. Таким образом, она была экологической коллегой стеллеровой гаги, обитающей в северной Азии и северной части Тихого океана. Подобной морфологией клюва также обладает австралийская розовоухая утка, которая питается в основном планктоном, а также моллюсками. Лабрадорская гага по внешнему виду, скорее всего, напоминала современную синюю утку.

## Вымирание
Вымирание лабрадорской гаги всё ещё не изучено до конца. Известно, что она была редкой уже в середине XIX века. Хотя на неё и охотились ради пропитания, её мясо, как считалось, имело неприятный вкус. Однако весьма активный сбор яиц, а также охота ради пуха, несомненно, привели к её гибели. Небольшой ареал утки также делал её уязвимой для воздействия человека. Другим возможным фактором вымирания птицы было снижение численности мидий и других моллюсков из-за роста населения и промышленности на Восточном Побережье, которые, как полагают, являлись основным кормом во время зимовки. Хотя все морские утки и питались мелководными моллюсками, но ни один вид птиц в Западной Атлантике не был так сильно зависим от конкретной пищи, как лабрадорская гага.
В музеях сохранилось около 50 чучел этого вида.

## Лабрадорская гага в культуре
- Поиски лабрадорской гаги стали целью дорожного приключения бёрдвотчеров - главных героев фильма "Всеобщее руководство птицелова" (2013).